# Phiale radians
Phiale radians är en spindelart som först beskrevs av John Blackwall 1862.  Phiale radians ingår i släktet Phiale och familjen hoppspindlar. Inga underarter finns listade i Catalogue of Life.